# Bente Kvitland
Bente Kvitland (23 de junho de 1974) é uma futebolista norueguesa, campeã olímpica.

## Carreira
Foi medalhista olímpica de ouro pela seleção de seu país em 2000.